# Kostel Nanebevzetí Panny Marie (Nové Město na Moravě)
Kostel Nanebevzetí Panny Marie je filiální a hřbitovní kostel v římskokatolické farnosti Nové Město na Moravě, nachází se v centru města Nové Město na Moravě na Malé ulici. Kostel je jednolodní stavba z 16. století s půlkruhovým závěrem a protáhlou lodí. Kostel se nachází na hřbitově, který původně sloužil jako morový. Kostel nemá věž, pouze malou polygonální věžičku na západní straně. Kostel je chráněn jako kulturní památka České republiky. V kostele se konají pohřební bohoslužby a poutní mše svatá o slavnosti Nanebevzetí Panny Marie.

## Historie
Kostel byl postaven někdy v 16. století, jednou z možností je, že kostel byl postaven kolem roku 1610 nebo 1620 luterány. Pro katolické bohoslužby byl kostel upraven v 17. století, přestavěn do dnešní podoby byl v roce 1749. Kostel získal patrocinium v roce 1662, již v tu dobu tak kostel existoval. Kolem roku 1741 pak byl rozšířen hřbitov při kostelu a byl ohrazen kamennou zdí. V roce 1749 pak byl kostel značně rozšířen a přestavěn, kostel byl výrazně zvětšen. Stavba byla dokončena v roce 1750 a téhož roku byl kostel vysvěcen. V roce 1801 kostel vyhořel a až do roku 1843 byl kostel nepoužíván, v roce 1814 však byla do kostela pořízena socha svatého Antonína Paduánského a v roce 1823 byl na kostele vyvšen kříž.
V roce 1828 byl kostel pokryt novou šindelovou věží a později byl kostel nadále upravován a kůr, kazatelna a lavice byly následně také obnoveny. V roce 1853 byl kůr kostela nahrazen zděným, byla přistavěna předsíň a byla pořízena kazatelna, oltář a varhany. V padesátých či šedesátých letech 19. století pak byl kostel nově vydlážděn. Kostel pak byl v roce 1899 opraven a generální rekonstrukce proběhla 1930 a 1931. Roku 1946 byl do kostela pořízen zvon. V roce 1950 pak byl kostel elektrifikován a roku 1953 byly opraveny varhany.